# 恩貸地制
恩貸地制（おんたいちせい）は、古代ローマ末期から中世前期にかけて西ヨーロッパで見られた社会制度で、大土地所有者がその土地を恩給として貸し与え、（当初は定期、のちに永代、世襲の）使用権を認められた者は、その見返りとして貢租や労役、軍事的貢献などを提供する制度。ゲルマン故習の「従士制度」とならび、西欧の中世封建制の原型をなしたと考えられている。
この制度は古く、ラテン語でベネフィキウム (beneficium) といわれ、時代が下ると土地そのもの（恩貸地）についてもこの語が使われるようになる。のちにフェオドゥム (feodum) が封土全般についての用語として現れて、ベネフィキウムに代わって恩貸地の意味を持つようになり、"feudalism" （封建制度）の語源となった。現在ではベネフィキウムの語は「聖職禄」という限定された意味で用いられる。
古代ローマ末期に成立した恩貸地制は、当初は小規模な土地の耕作者が自らの現地所有を確固たるものにするために有力者に寄進して、さらにそれを改めて受給するという形式が広く取られていた。ちょうど、日本の「寄進地系荘園」に対応する制であった。
さらにフランク王国の初期、メロビング朝とカロリング朝においては、この制度は主君が家臣に与える封土と、家臣が封土の受給に対して負う軍事的義務という側面を強くしていった。これには「従士制度」がゲルマン民族によって古くから行われていたことと深く関係している。さらなる封建制の発展に当たっては、8世紀前半、イスラム勢力の攻勢に対する、メロビング朝宮宰カール・マルテルによる教会領の没収と、家臣への分割授与、およびそれに対する軍役の賦課が重要な契機であったと考えられている。
こうして国王による恩貸地貸与を通じて君臣関係が構築され、さらに同様の関係は大貴族とその家臣との間にも結ばれ、中世ヨーロッパに広く見られた封建制度が幕を開けた。